# Faisal Al Badri
Faisal Al Badri (Benghazi, 4 de junho de 1990) é um futebolista líbio que atua como atacante.

## Carreira
Faisal Al Badri representou o elenco da Seleção Líbia de Futebol no Campeonato Africano das Nações de 2012.